# وودی هرلسون
وودرو تریسی هرلسون (انگلیسی: Woodrow Tracy Harrelson؛ زادهٔ ۲۳ ژوئیهٔ ۱۹۶۱) بازیگر آمریکایی است. او برای بازی در سیت‌کام چیرز (۱۹۸۵–۱۹۹۳) در شبکهٔ ان‌بی‌سی برندهٔ جایزهٔ امی ساعات پربیننده شد. او سه بار نامزد دریافت جایزهٔ اسکار شده‌است: بهترین بازیگر برای مردم علیه لری فلینت (۱۹۹۶) و بهترین بازیگر نقش مکمل مرد برای پیام‌آور (۲۰۰۹) و سه بیلبورد خارج از ابینگ، میزوری (۲۰۱۷). هرلسون برای بازی در مجموعهٔ جنایی کارآگاه حقیقی (۲۰۱۴) نامزد دریافت جایزهٔ امی ساعات پربیننده بهترین بازیگر مرد شد. از دیگر فیلم‌هایش می‌توان به وسترن فضایی سولو: داستانی از جنگ ستارگان (۲۰۱۸) و کمدی سرزمین زامبی‌ها: شلیک نهایی (۲۰۱۹) اشاره کرد.

## کودکی
وودی هارلسون متولد شهر میدلند (در ایالت تگزاس) است. پدرش چارلز هارلسون، آدم‌کش و مجرم زندانی بود که در نهایت در مدت زمان حبس درگذشت. پدر وودی در سال ۱۹۶۴ از همسرش طلاق گرفت. وودی دو برادر دیگر به نام‌های برت و جوردن نیز دارد.
در سال ۱۹۷۳ وودی به شهر اجدادی مادرش، لبانون می‌رود و دوران کودکی و نوجوانی خود را در آنجا می‌گذراند. بعد از اتمام دوران دبیرستان در همین شهر، مشغول به تحصیل در کالج هانوفر می‌شود. در نهایت با مدرک کارشناسی در رشته هنر و هنرهای نمایشی و انگلیسی از این دانشکده فارغ‌التحصیل می‌گردد.

## فیلم‌شناسی

### سینمایی
- او یک بچه دارد (۱۹۸۸)
- تد و ونوس (۱۹۹۱)
- دکتر هالیوود (۱۹۹۱)
- مردان سفید نمیتوانند بپرند (۱۹۹۲)
- صخره‌نور (۱۹۹۳)
- پیشنهاد بی شرمانه (۱۹۹۳)
- قاتلین بالفطره (۱۹۹۴)
- هر کاری خواهم کرد (۱۹۹۴)
- راه کابوی (۱۹۹۴)
- مردم علیه لری فلینت (۱۹۹۶)
- شکارچی آفتاب (۱۹۹۶)
- به سارایوو خوش‌آمدید (۱۹۹۷)
- سرزمین ناهموار (۱۹۹۸)
- پالمنتو (۱۹۹۸)
- اد تی‌وی (۱۹۹۹)
- تا مغز استخوان مبارزه کن (۱۹۹۹)
- بدل (۲۰۰۱)
- مدیریت خشم (۲۰۰۳)
- سوخته (۲۰۰۳)
- پس از غروب (۲۰۰۴)
- سرزمین شمالی (۲۰۰۵)
- اوهایو، برنده جایزه نافرمانی (۲۰۰۵)
- او از من متنفر است (۲۰۰۶)
- همراهان خانه‌ای در علف‌زار (۲۰۰۶)
- جایی برای پیرمردها نیست (۲۰۰۷)
- واکر (۲۰۰۷)
- نزاع در سیاتل (۲۰۰۷)
- هفت پوند (۲۰۰۸)
- خوابگردی (۲۰۰۸)
- پیمایشگر، شخص (۲۰۰۸)
- قطار سیبری (۲۰۰۸)
- نیمه حرفه‌ای (۲۰۰۸)
- بزرگ (۲۰۰۸)
- سرزمین زامبی‌ها (۲۰۰۹)
- مدافع (۲۰۰۹)
- ۲۰۱۲ (۲۰۰۹)
- پیام‌آور (۲۰۰۹)
- هفت روانی (۲۰۱۲)
- رمپارت (۲۰۱۲)
- بازی‌های گرسنگی (۲۰۱۲)
- اکنون مرا می‌بینی (۲۰۱۳)
- بازی‌های گرسنگی: اشتعال (۲۰۱۳)
- بازی‌های گرسنگی: زاغ مقلد – بخش ۱ (۲۰۱۴)
- بازی‌های گرسنگی: زاغ مقلد –بخش ۲ (۲۰۱۵)
- اکنون مرا می‌بینی ۲ (۲۰۱۶)
- دوئل (۲۰۱۶)
- آستانه هفده‌سالگی (۲۰۱۶)
- ال.بی.جی (۲۰۱۶)
- قصر شیشه‌ای (۲۰۱۷)
- جنگ برای سیاره میمون‌ها (۲۰۱۷)
- ویلسون (۲۰۱۷)
- شوک و ترس (۲۰۱۷)
- سه بیلبورد خارج از ابینگ، میزوری (۲۰۱۷)
- سولو: داستانی از جنگ ستارگان (۲۰۱۸)
- ونوم (۲۰۱۸)
- مأموران بزرگراه (۲۰۱۹)
- سرزمین زامبی‌ها: شلیک نهایی (۲۰۱۹)
- ونوم: بگذارید کارنیج بیاید (۲۰۲۱)
- مردی از تورنتو (۲۰۲۲)
- قهرمان (۲۰۲۳)
- مرا به ماه پرواز ده (۲۰۲۴)
- آخرین نفس (۲۰۲۵)

### تلویزیون
- خوشحالی (۱۹۹۳–۱۹۸۵)
- پخش زنده شنبه شب (۲۰۱۹–۱۹۸۹)
- سیمپسون‌ها (۱۹۹۴)
- کارآگاه حقیقی (۲۰۱۴)

## زندگی شخصی

### ازدواج‌ها و خانواده
در سال ۱۹۸۵ هارلسون با نانسی سیمون ازدواج می‌کند. در همان روز این دو تصمیم به طلاق می‌گیرند ولی وقتی به محل ثبت ازدواج و طلاق مراجعه می‌کنند می‌بینند که بسته شد و سپس حدود ۱۰ ماه را با هم زندگی می‌کنند.
در ۲۸ دسامبر ۲۰۰۸ هارلسون با لورا لوئی ازدواج می‌کند. این دو از سال ۱۹۸۷ با یکدیگر در ارتباط بودند و تاکنون سه فرزند دختر به نام‌های دنی (متولد ۱۹۹۳)، زوئی (متولد ۱۹۹۶) و مکنی (متولد ۲۰۰۶) دارند.

### مسائل قانونی
در سال ۱۹۸۲ پلیس شهر کلمبوس وودی را به علت اخلال در نظم عمومی بازداشت می‌کند. وی در حال رقصیدن در وسط خیابان بود که توسط پلیس بازداشت شد. او با پرداخت جریمه نقدی، از مجازات زندان رهایی یافت.
در ژوئن ۱۹۹۶ در حالی که به شکل نمادین، چهار گیاه مربوط به حشیش را کشت کرد مجدداً توسط پلیس بازداشت شد. وی این‌کار را انجام داد تا قانون ایالتی را زیر سؤال ببرد که بین مواد صنعتی و ماری‌جوآنا تفاوتی قائل نمی‌شود.
در سال ۲۰۰۲ وودی هارلسون در شهر لندن بازداشت می‌شود. علت بازداشت درگیری در تاکسی بود که در نهایت با ضمانت از پاسگاه پلیس آزاد می‌شود.
در سال ۲۰۰۸ یک عکاس از هارلسون شکایت می‌کند. این شکایت در پی حمله هارلسون به این عکاس در سال ۲۰۰۶ در بیرون کلوب شبانه هالیوود بود. طبق فیلمی از زمان حادثه، هارلسون دوربین را گرفته و با خبرنگار درگیر می‌شود. در آوریل ۲۰۱۰ این پرونده بسته شد.

## فعالیت‌های اجتماعی

### مواد مخدر
وودی هارلسون از طرفداران قانونی شدن مواد مخدری چون ماری‌جوانا و حشیش است.

### محیط زیست
هارلسون همچنین از فعالان محیط زیست است.

### گیاه‌خواری
هارلسون یک گیاه‌خوار و خام‌خوار است. او باعث شد تا همبازی اش سیدی سینک، در حین فیلمبرداری فیلم درام قصر شیشه‌ای، به گیاه‌خواری روی آورد. خودش این‌چنین می‌گوید «در اتوبوس بودم که چند دختر به من نگاه می‌کردند. تمام صورتم پر از جوش و آکنه‌های پوستی بود که این مشکل را سالیان سال بود که داشتم. یکی از آن دخترها گفت که شما به لاکتوز حساسیت دارید و اگر رژیم بگیرد و لبنیات نخورید، همه این جوش‌ها در عرض سه روز خواهند رفت و منم باور نمی‌کردم. آن زمان تقریباً ۲۴ ساله بودم و با رژیمی که گرفتم، واقعاً در عرض سه روز همه جوش‌ها ناپدید شدند»
هارلسون هیچ‌وقت از مواد گوشتی و لبنیات چربی دار استفاده نمی‌کند و حتی شکر هم مصرف نمی‌کند.

### یونیسف
هارلسون برای جمع‌آوری کمک‌های نقدی برای یونیسف فعالیت‌هایی داشته‌است.

### دیدگاه‌های سیاسی
وودی هارلسون از مدافعات طرح واقعیت واقعه یازده سپتامبر است. وی اعتقاد دارد که حمله به برج‌های تجارت جهانی تنها کار القاعده نبوده و دست‌هایی در داخل آمریکا نیز وجود داشته‌اند.

## جوایز
جوایز امی:
- نامزد جایزه امی ساعت پربیننده بهترین بازیگر نقش مکمل مرد در مجموعه تلویزیونی کمدی برای سریال خوشحالی (۱۹۸۷)
- نامزد جایزه امی ساعت پربیننده بهترین بازیگر نقش مکمل مرد در مجموعه تلویزیونی کمدی برای سریال خوشحالی (۱۹۸۸)
- برنده جایزه امی ساعت پربیننده بهترین بازیگر نقش مکمل مرد در مجموعه تلویزیونی کمدی برای سریال خوشحالی (۱۹۸۹)
- نامزد جایزه امی ساعات پربیننده بهترین بازیگر نقش اول مرد در مجموعه تلویزیونی درام برای سریال کارآگاه حقیقی (۲۰۱۴)

جوایز اسکار:
- نامزد جایزه اسکار بهترین بازیگر نقش اول مرد برای فیلم مردم علیه لری فلینت (۱۹۹۶)
- نامزد جایزه اسکار بهترین بازیگر نقش مکمل مرد برای فیلم پیام‌آور (۲۰۰۹)
- نامزد جایزه اسکار بهترین بازیگر نقش مکمل مرد برای فیلم سه بیلبورد خارج از ابینگ، میزوری (۲۰۱۸)

جوایز گلدن گلوب:
- نامزد جایزه گلدن گلوب بهترین بازیگر مرد فیلم درام برای فیلم مردم علیه لری فلینت (۱۹۹۶)
- نامزد جایزه گلدن گلوب بهترین بازیگر نقش مکمل مرد برای فیلم پیام‌آور (۲۰۰۹)
- نامزد جایزه گلدن گلوب بهترین بازیگر مرد مینی‌سریال یا فیلم تلویزیونی برای سریال کارآگاه حقیقی (۲۰۱۵)

جوایز بفتا:
- نامزد جایزه بفتای بهترین بازیگر نقش مکمل مرد برای فیلم سه بیلبورد خارج از ابینگ، میزوری (۲۰۱۸)